# ترینیداد و توباگو
ترینیداد و توباگو (Trinidad and Tobago) با نام رسمی جمهوری ترینیداد و توباگو کشوری جزیره‌ای در دریای کارائیب واقع در شمال آمریکای جنوبی است. پایتخت آن پورت آو اسپین (بندر اسپانیا) است. این کشور در فاصله ۱۱ کیلومتری سواحل ونزوئلا و ۱۳۰ کیلومتری سواحل گرانادا واقع شده است. ترینیداد و توباگو جنوبی‌ترین کشور جزیره‌ای در دریای کارائیب است و به خاطر ذخایر نفت و گاز خود معروف است.

جمعیت این کشور حدود یک میلیون و ۴۰۵ هزار نفر (برآورد سال ۲۰۲۲)، زبان رسمی آن انگلیسی و واحد پول آن دلار ترینیداد و توباگو است. این کشور جزو مستعمرات بریتانیا بود و در سال ۱۹۶۲ توانست استقلال خود را به دست آورد. ۶۳٫۲ درصد از مردم این کشور مسیحی، ۲۰٫۴درصد هندو و ۵٫۶ درصد مسلمان ۸٫۳ درصد سایر مذاهب و ۲٫۵٪ بی‌دین هستند.
این کشور از دو جزیره اصلی ترینیداد، و توباگو و جزایر بسیار کوچکتر دیگری تشکیل شده است. بزرگ‌ترین جزیره آن ترینیداد است. جزیره اصلی دیگر یعنی توباگو بسیار کوچکتر و کم‌جمعیت‌تر از ترینیداد می‌باشد. هر دوی این جزیره‌ها بخشی از جزایر بادگیر در آنتیل کوچک به‌شمار می‌آیند.

برخلاف اکثر کشورها و سرزمین‌های کارائیب، که به گردشگری تکیه می‌کنند، تأکید اقتصاد ترینیداد و توباگو در درجه اول بر نفت و پتروشیمی است. بخش اعظم ثروت این کشور از ذخایر عظیم نفت و گاز طبیعی آن ناشی می‌شود.

## تاریخ
تاریخ سکونت انسانی در ترینیداد و توباگو به بیش از هفت هزار سال پیش بازمی‌گردد.
نخستین ساکنان ترینیداد احتمالاً از شمال شرق آمریکای جنوبی برخاسته و حدود ۴۰۰۰ سال پیش از میلاد مسیح به ترینیداد رسیدند. نام این اقوام آرکایی یا اُرتواری بود. این مردمان تا حدود سال ۲۰۰ پیش از میلاد در این نواحی تسلط داشتند.
از حدود ۲۵۰ پیش از میلاد سالادی‌ها به ترینیداد و توباگو وارد شدند. ۲۵۰ سال پس از میلاد گروه سومی به نام بارانکویی به این جزایر رسید و پس از آن در سال ۶۵۰ میلادی گروه جدید دیگری به نام آراکین وارد منطقه شد. در حدود سال ۱۳۰۰ میلادی پنجمین و آخرین طایفه از سرخپوستان به ترینیداد و توباگو رسید.
نخستین تماس با اروپاییان زمانی اتفاق افتاد که کریستف کلمب روز ۳۱ ژوئیه ۱۴۹۸ به این سواحل پا گذاشت. او جزیره اصلی را ترینیداد نام نهاد که به مفهوم مسیحیت تثلیث مقدس اشاره دارد (واژه ترینیداد در زبان اسپانیایی به معنای سه‌گانگی یا همان تثلیث است). کریستوف کلمب توباگو را از دور دید و آن را «بلا فورما» نام گذاشت که معنای «شکل زیبا» می‌دهد. این جزیره اما بعدها توباگو نامیده شد که احتمالاً شکل دیگری از همان واژه تنباکو است.
اسپانیایی‌ها به مرور در ترینیداد مستقر شدند و توباگو چندین بار میان اروپاییان کشورهای مختلف دست به دست گشت. اقامتگاه‌های اروپایی در هر دو جزیره، کوچک و کم‌امکانات بودند. قصد اصلی کشورهای مختلف اروپایی حاضر در منطقه این بود که دست راهزنان را از توباگو قطع کنند.
در سال ۱۶۵۲ جزیره توباکو به دست کورلند (بخشی از لتونی امروزی) افتاد. هلند در سال ۱۶۵۵ توباگو را به دست آورد اما کمی پس از آن اداره آن باز به دست کورلندی‌ها افتاد. بریتانیایی‌ها در سده هجدهم بر هر دو جزیره چیره شدند و هر دو را در سال ۱۸۸۹ به عنوان یک مستعمره خود به نام ترینیداد و توباگو تعریف کردند.
با آغاز جنگ جهانی دوم ترینیداد تبدیل به یک محل مهم نقل و انتقال بوکسیت شد. این ماده با کشتی‌های کوچک از سورینام به بندر پورت آو اسپین می‌رسید و کشتی‌های بزرگتر آن را از این بندر همراه خود می‌بردند. بوکسیت از مواد اساسی در صنعت هواپیماسازی بود و ارتش آمریکا به منظور اطمینان از امنیت ترابری این ماده تعدادی از نظامیان خود را به ترینیداد فرستاد. ترینیداد همچنین سالانه ۳ میلیون تن نفت خام تولید می‌کرد و از دریاچه قیر نیز آسفالت زیادی تولید می‌شد. این جزیره افزون بر این یکی از ایستگاه‌های مهم عبوری بین ایالات متحده، آمریکای جنوبی و آفریقای غربی بود.
در پایان جنگ جهانی از پایگاه هوایی والر برای بازگشت سربازان آمریکایی به کشور خود استفاده شد. در تاریخ ۱۰ سپتامبر ۱۹۴۵ فعالیت نظامیان آمریکایی در جزیره ترینیداد رسماً متوقف شد. پس از جنگ جهانی نیروی دریایی آمریکا همچنان پایگاهی را در سواحل ترینیداد حفظ کرد.
در آستانه استقلال کشور ترینیداد و توباگو، بریتانیا در سال ۱۹۵۸ فدراسیونی به نام فدراسیون هند غربی تشکیل داد که ترینیداد و توباگو نیز جزئی از آن بودند. در سال ۱۹۶۱ جامائیکا که از اختیارات کم خود به نسبت جمعیتی که داشت، و همچنین تأخیر زیاد در اعطای استقلال، ناراضی بود از فدراسیون یادشده بیرون آمد. ترینیداد و توباگو نیز خود را در شرایط همسانی یافتند و نخست‌وزیر کشور ویلیامز نیز تصمیم گرفت این جزایر را از فدراسیون هند غربی خارج بسازد و این فدراسیون کمی پس از آن منحل اعلام شد.
در تاریخ ۳۱ اوت ۱۹۶۲ ترینیداد و توباگو اعلام استقلال کرده و اریک ویلیامز نخستین نخست‌وزیر این کشور شد. او تا زمان مرگ خود در سال ۱۹۸۱ در این منصب باقی بود. ترینیداد و توباگو در آغاز، نظامی پادشاهی داشت و ملکه انگلیس به عنوان بالاترین مقام مملکتی آن به‌شمار می‌آمد. در سال ۱۹۷۶ نظام پادشاهی برای این کشور ملغی شد و نظام جمهوری جایگزین آن گشت.
درپی فشارهای زیاد اریک ویلیامز، آمریکایی‌ها در سال ۱۹۶۳ پایگاه دریایی چاگواراماس را به ترینیداد و توباگو بازپس دادند.
در سال‌های بعد بیکاری در کشور افزایش یافت و از سال ۱۹۶۸ که جنبش قدرت سیاه در ایالات متحده به راه افتاده بود در ترینیداد و توباگو نیز هوادارانی یافت. این جنبش در سال ۱۹۷۷ نزدیک بود تبدیل به یک انقلاب بشود. ویلیامز در کنار اعلام وضعیت اضطراری کوشید تا با سخنرانی‌های متعدد و اعلام پشتیبانی خود از اندیشه‌های قدرت سیاه از شدت تنش‌ها در کشور بکاهد. او همچنین در هیئت وزیران خود تغییراتی داد که بیرون کردن دو وزیر سفیدپوست از جمله این اقدامات بود.
از آغاز سده بیست و یکم این کشور به ویژه به خاطر کشف و استخراج نفت و گاز تبدیل به مرفه‌ترین کشور در ناحیه کارائیب شده است و گردشگری که بیشتر متوجه جزیره توباگو است نیز در این کشور رو به گسترش دارد.

## جغرافیا
این کشور در شمال شرق ونزوئلا و جنوب گرنادا قرار دارد. این کشور از دو جزیره اصلی ترینیداد و توباگو و چند جزیره کوچک تشکیل شده است.
جزایر این کشور در ۱۳۰ کیلومتری جنوب گرنادا و فاصله ۱۱ کیلومتری از ساحل شمال شرقی ونزوئلا واقع شده‌اند. مرزهای دریایی ترینیداد و توباگو در شمال شرق با باربادوس، در شمال غرب با گرنادا، از سمت جنوب شرق با گویان است و در جنوب و غرب با ونزوئلا مرز دریایی دارد.
جزیره ترینیداد در حدود ۱۰ کیلومتری ساحل شمال شرقی ونزوئلا یعنی در روبروی دلتای اورینوکو واقع شده است. جزیره ترینیداد در حدود ۶۰ کیلومتر درازا و حداکثر ۸۰ کیلومتر پهنا دارد و مساحت آن نیز کمی بیش از ۴ هزار و ۸۰۰ کیلومتر مربع است. جزیره توباگو با حدود ۳۰۰ کیلومتر مربع مساحت، جزیره کوچکتری است که طول آن از ۴۲ کیلومتر و عرض آن از ۱۳ کیلومتر بیشتر نمی‌شود. توباگو در ۳۰ کیلومتری شمال شرق ترینیداد جای گرفته است.

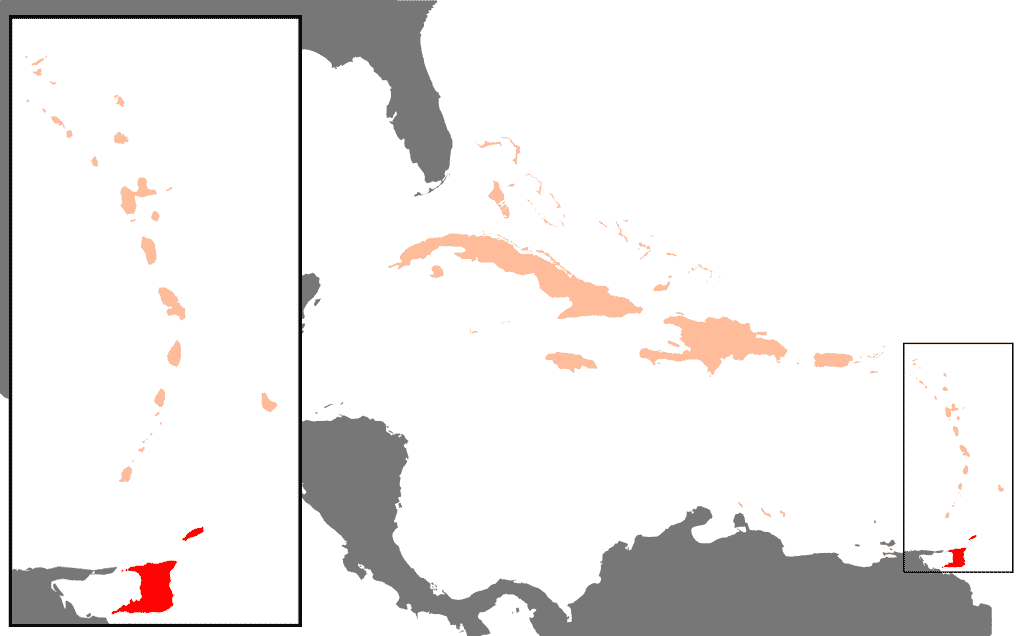
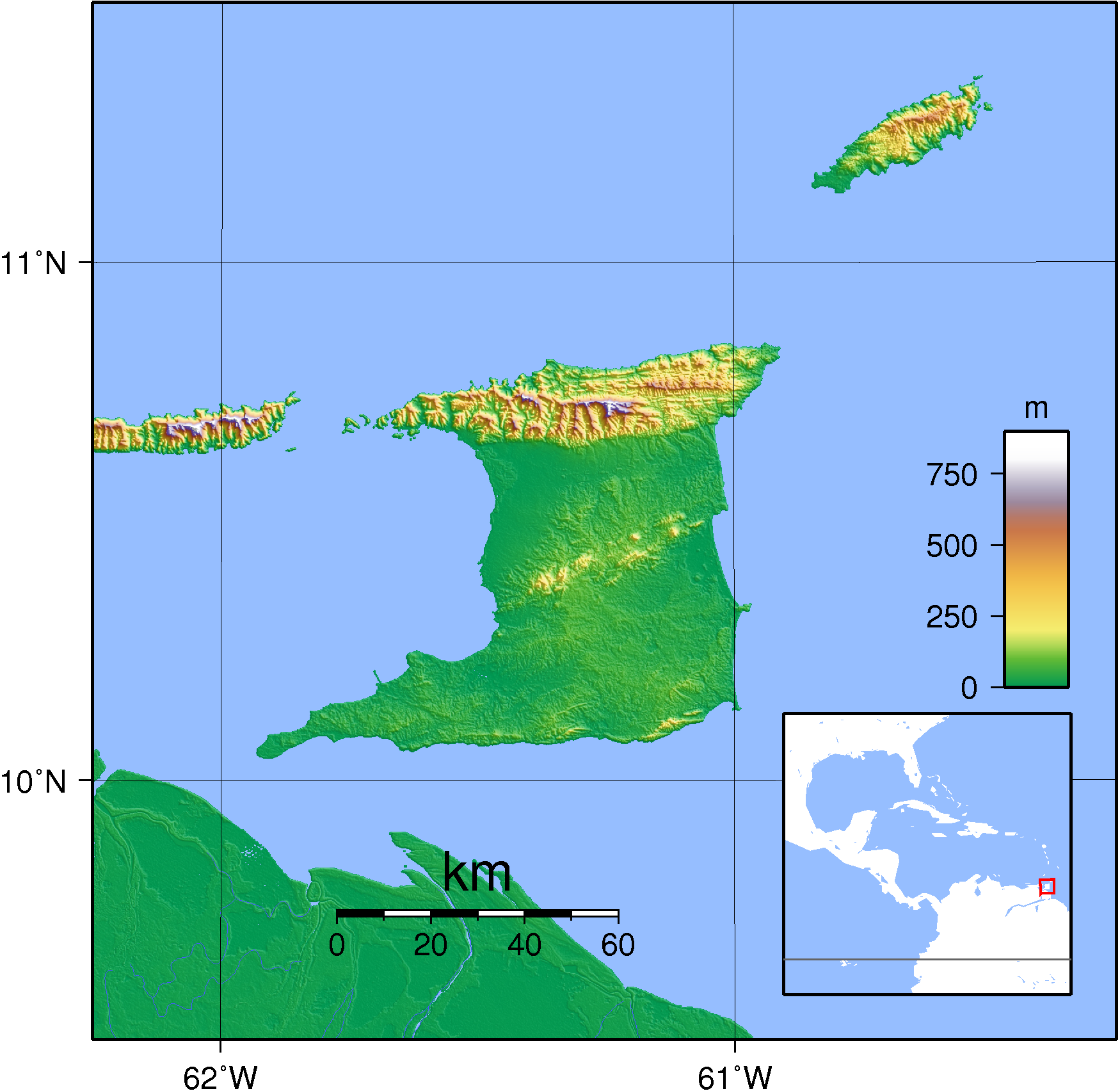

سطح این جزیره‌ها عمدتاً از دشت‌های صاف تشکیل شده است، هرچند ارتفاع کوه ال سررو دل آریپو در ترینیداد به ۹۴۰ متر بالاتر از سطح دریا می‌رسد. کوه ال توکوش با ارتفاع ۹۳۶ متر کمی از آن کوچک‍تر است اما در همان رشته‌کوه در شمال جزیره ترینیداد واقع شده است؛ رشته‌کوهی که به موازات ساحل ادامه می‌یابد.
در این کشور چندین رودخانه نیز وجود دارد که رودخانه اورتوآر با ۵۰ کیلومتر درازا، طولانی‌ترین آن‌هاست. رودخانه کارونی از میان پرجمعیت‌ترین بخش جزیره ترینیداد می‌گذرد و در پایان به خلیج پاریا می‌ریزد. جزیره توباگو جزیره‌ای کوهستانی است و بلندترین نقطه آن ۶۴۰ متر بالاتر از سطح دریا قرار دارد. این جزیره در پی فعالیت آتشفشانی تشکیل شده، اما آتشفشان‌های مربوط به آن دیگر فعال نیستند.
آب و هوای کشور گرمسیری و فصل بارندگی در آن در نیمه دوم هر سال است. میانگین دما حدود ۲۶ درجه سانتی‌گراد است. برعکس دیگر جزایر کارائیب، ترینیداد و توباگو ندرتاً با توفان‌های گرمسیری روبه‌رو می‌شوند. توفند آلما در اوت سال ۱۹۷۴ از این جزایر عبور کرد.

## سیاست

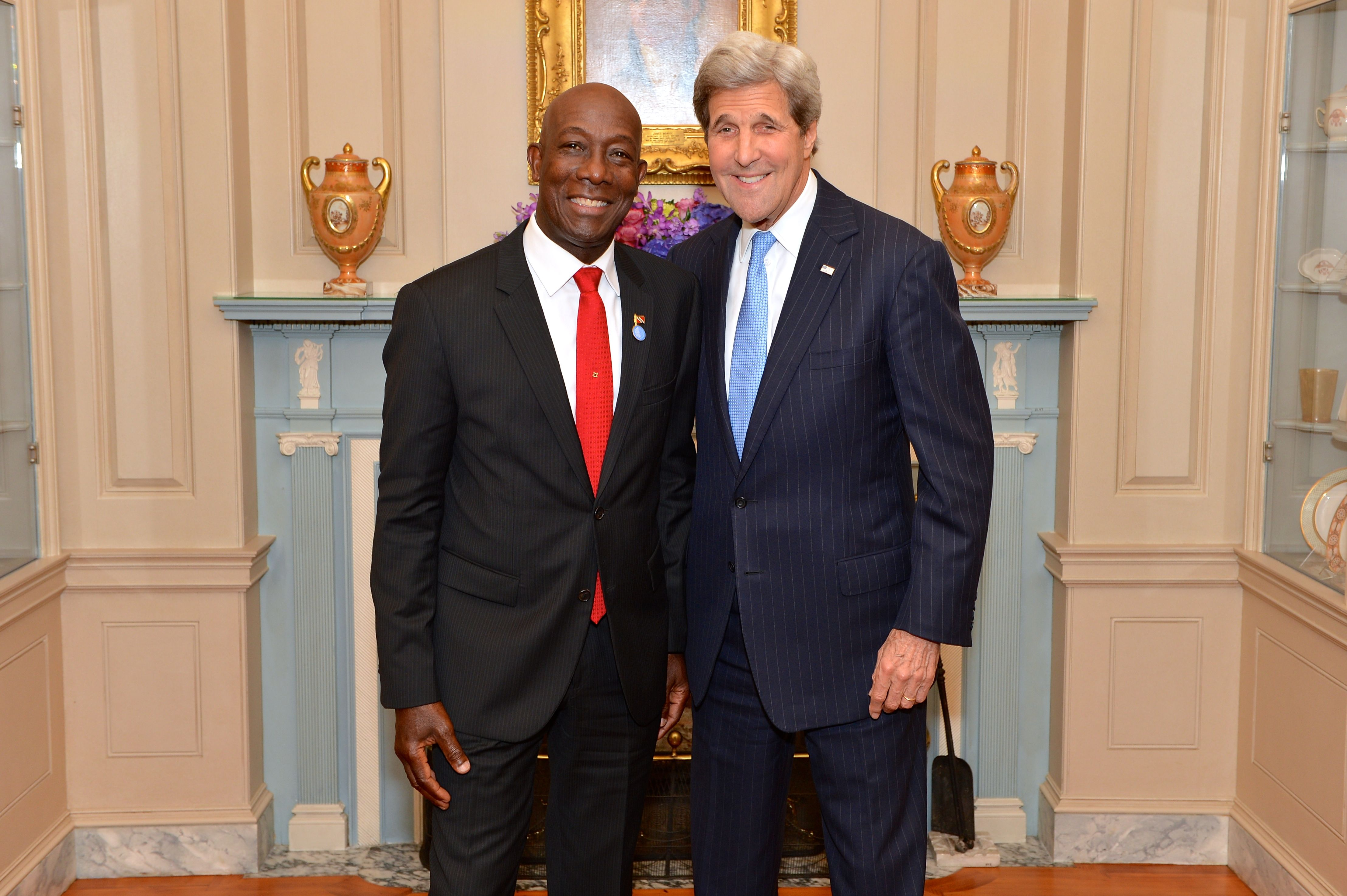
کیت راولی نخست‌وزیر ترینیداد و توباگو و جان کری دیپلمات آمریکایی

رئیس‌جمهور این کشور توسط کالج انتخاباتی اعضاء منتخب سنا و مجلس نمایندگان برای دوره‌ای پنج ساله انتخاب می‌شود. رئیس دولت نخست‌وزیر است که ریاست کابینه را به عهده دارد. معمولاً رئیس‌جمهور رهبر حزب اکثریت در انتخابات مجلس قانون‌گذاری را به عنوان نخست‌وزیر انتخاب می‌کند. مجلس سنا در این کشور ۳۱ کرسی دارد که نمایندگان آن برای دوره‌ای پنج ساله انتخاب می‌شوند.
مجلس نمایندگان ۴۱ کرسی دارد که اعضای آن با رأی مردم برای دوره‌ای پنج‌ساله تعیین می‌شوند.

## مردم

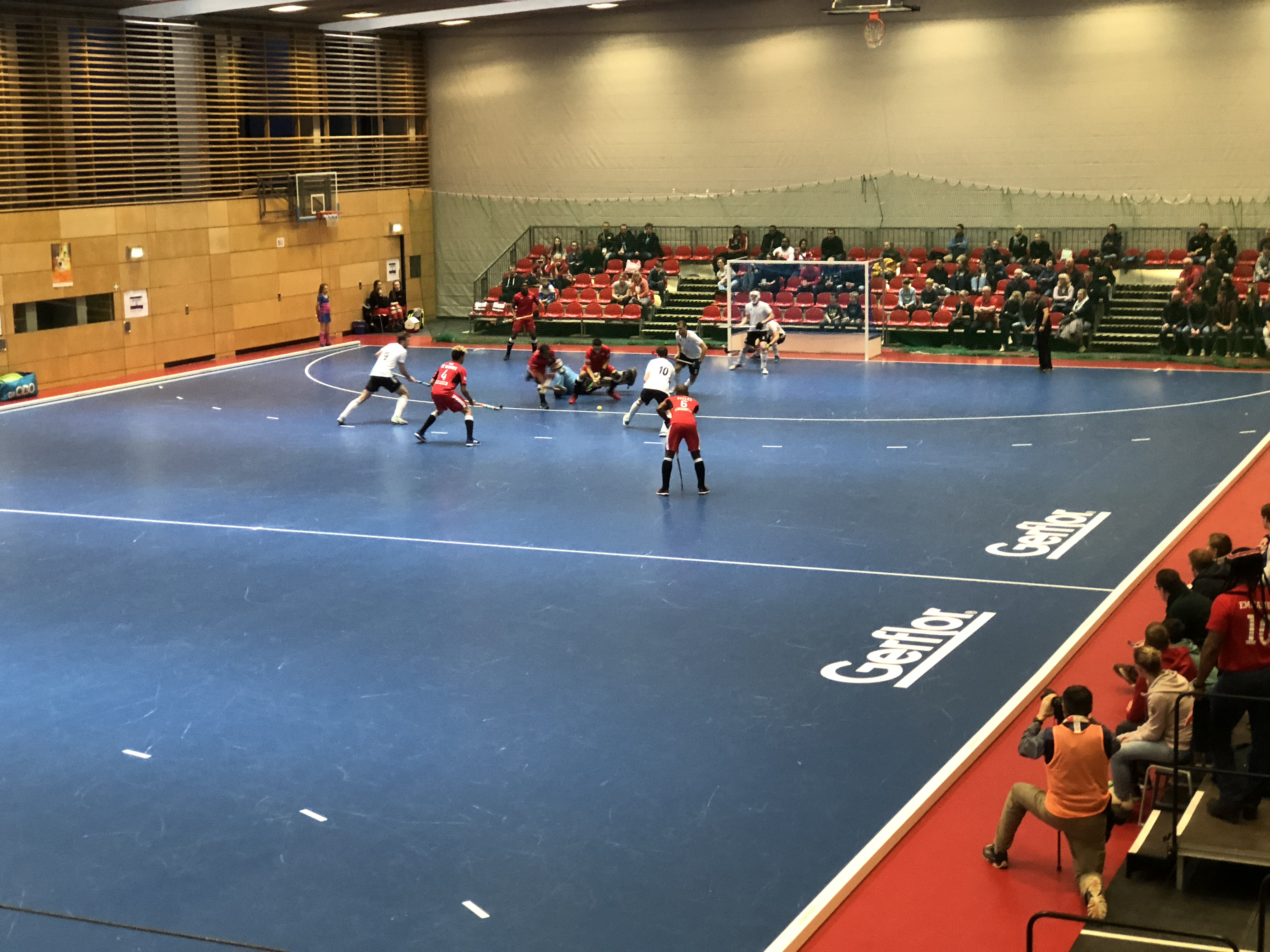
تصویری از مسابقات هاکی داخل سالن در این کشور

جمعیت این کشور حدود ۱٬۴۰۵٬۶۴۶ نفر با میانگین سنی ۳۲ سال است. امید به زندگی برای زنان ۶۸ و برای مردان ۶۶ سال است.
۳٫۲ درصد از جمعیت بزرگسال این کشور به بیماری ایدز مبتلا هستند. ادیان مسیحیت، هندو و اسلام اصلی‌ترین ادیان آن است. ۵۵ درصد از مردم این کشور مسیحی، ۱۸ درصد هندو و ۵ درصد مسلمان هستند.
زبان رسمی مردم این کشور انگلیسی است. انگلیسی تنها زبان رسمی کشور است؛ اما گویش‌های محلی کریول مانند انگلیسی ترینیدادی و توباگویی، کریول ترینیدادی و کریول توباگویی، رایج‌ترین زبان گفتاری مردم ترینیداد و توباگو می‌باشند. همچنین دولت این کشور آموزش زبان اسپانیایی را تشویق می‌کند، زیرا این کشور در نزدیکی سواحل آمریکای لاتین اسپانیایی زبان واقع شده است.

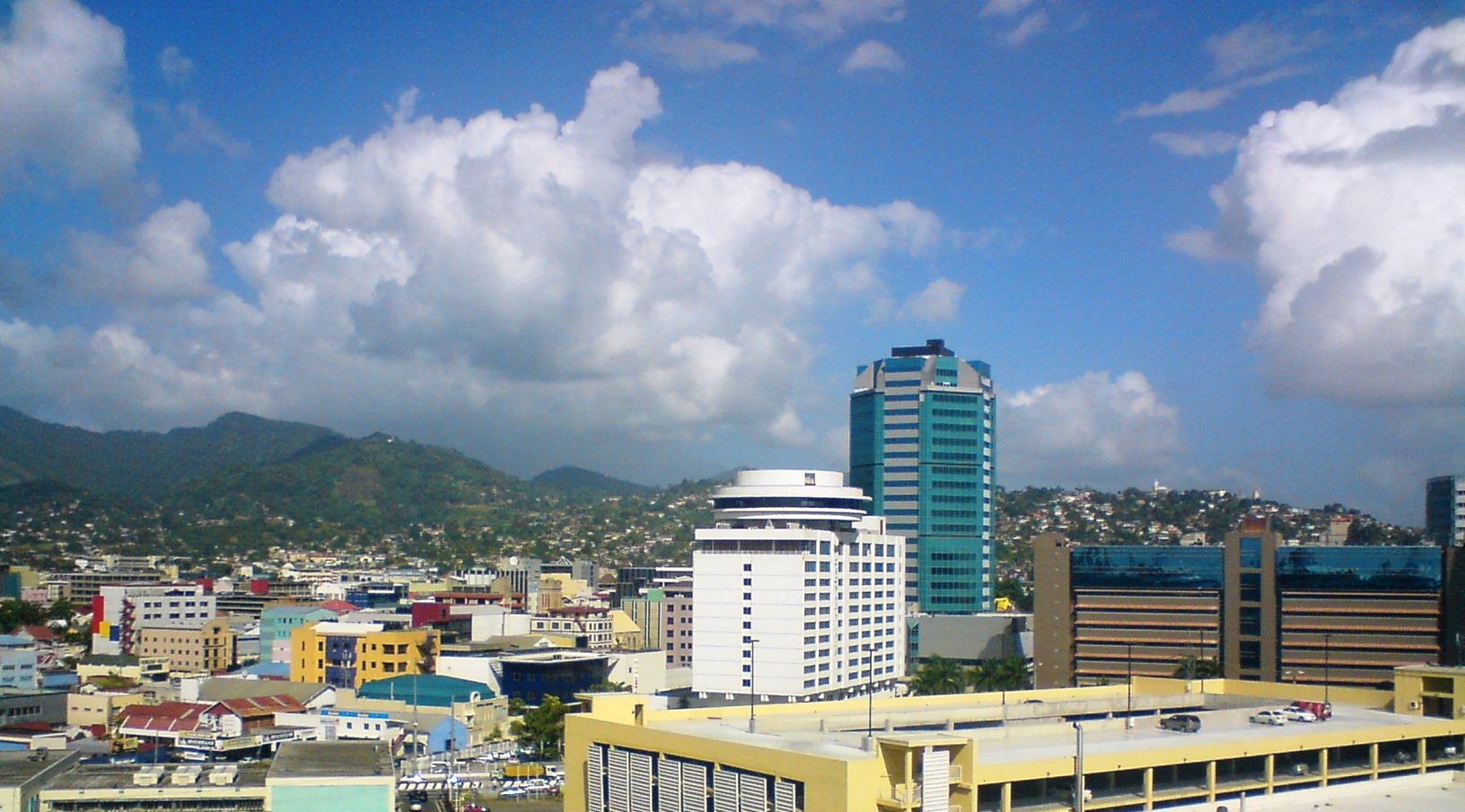
پورت آو اسپین، پایتخت کشور.

اکثریت جمعیت کشور در جزیره ترینیداد سکونت دارد و پایتخت و شهرهای اصلی کشور نیز در همان جزیره هستند. بزرگ‌ترین سکونتگاه در توباگو شهر اسکاربرو است.
دو گروه نژادی غالب در ترینیداد و توباگو عبارتند از آفریقایی‌تباران و هندوستانی‌ها. آفریقایی‌تباران که ۳۹ و نیم درصد از جمعیت کشور را تشکیل می‌دهند، توسط انگلیسی‌ها برای بردگی از آفریقا به این محل آورده شدند. هندوستانی‌ها که ۴۰٫۳ درصد از جمعیت کشور هستند، نوادگان کارگران پیمانکاری هستند که از هند بریتانیا به ترینیداد و توباگو آمدند. بقیه جمعیت کشور تبارهایی آمیخته دارند.
اکثر مسلمانان این کشور، که بیشتر هندی‌تبارند، مذهب سنی حنفی دارند. مسلمانان هندی‌تبار ترینیداد و توباگو عموماً در جنوب کشور و در جزیره ترینیداد زندگی می‌کنند؛ و مسلمانان افریقایی‌تبار عموماً در جزیره توباگو ساکنند. در این کشور تعداد کمی مسلمان چینی نیز ساکنند. در سال ۱۱۵۶ خورشیدی (۱۷۷۷ میلادی)، در میان بردگانی که از غرب آفریقا برای کار به ترینیداد و توباگو آورده شدند، عده‌ای مسلمان وجود داشت. این مسلمانان عموماً از قبیله ماندینگو، ساکن در کشور سنگال، بودند که در حدود سال ۱۱۱۹ خورشیدی (۱۷۴۰ میلادی) اسلام را پذیرفته بودند. مسلمانانِ این گروه عموماً در پورت آو اسپین زندگی می‌کردند و به عربی سخن می‌گفتند.
در اوایل قرن نوزدهم میلادی، صاحبان مزارع نیشکر در ترینیداد و توباگو، هندیان را به مهاجرت به کشورهای حوزه کارائیب تشویق کردند. نخستین طرح این کار در حدود پاییز ۱۱۹۳ خورشیدی (۱۸۱۴ میلادی) ارائه شد، اما مهاجرت از حدود سال ۱۲۱۷ خورشیدی (۱۸۳۸ میلادی) صورت گرفت. از این زمان تا سال ۱۳۰۳ خورشیدی (۱۹۲۴ میلادی)، حدود نیم میلیون هندی به این کشورها مهاجرت کردند که یک ششم آنان مسلمان بودند. بعدها اعرابی از لبنان و سوریه نیز به ترینیداد و توباگو مهاجرت کردند. اکنون دو گروه غالب در این کشور هندی‌ها و آفریقایی‌ها هستند. بیشتر هندی‌های ساکن این کشور از نوادگان کارگرهایی بودند که از هند به این کشور آمده بودند و جایگزین کارگرهای آفریقایی پیشین شده بودند. بقیه جمعیت کشور نیز از مردمان بومی و اروپایی و عرب که در این کشور زندگی می‌کنند تشکیل شده است.

## فرهنگ

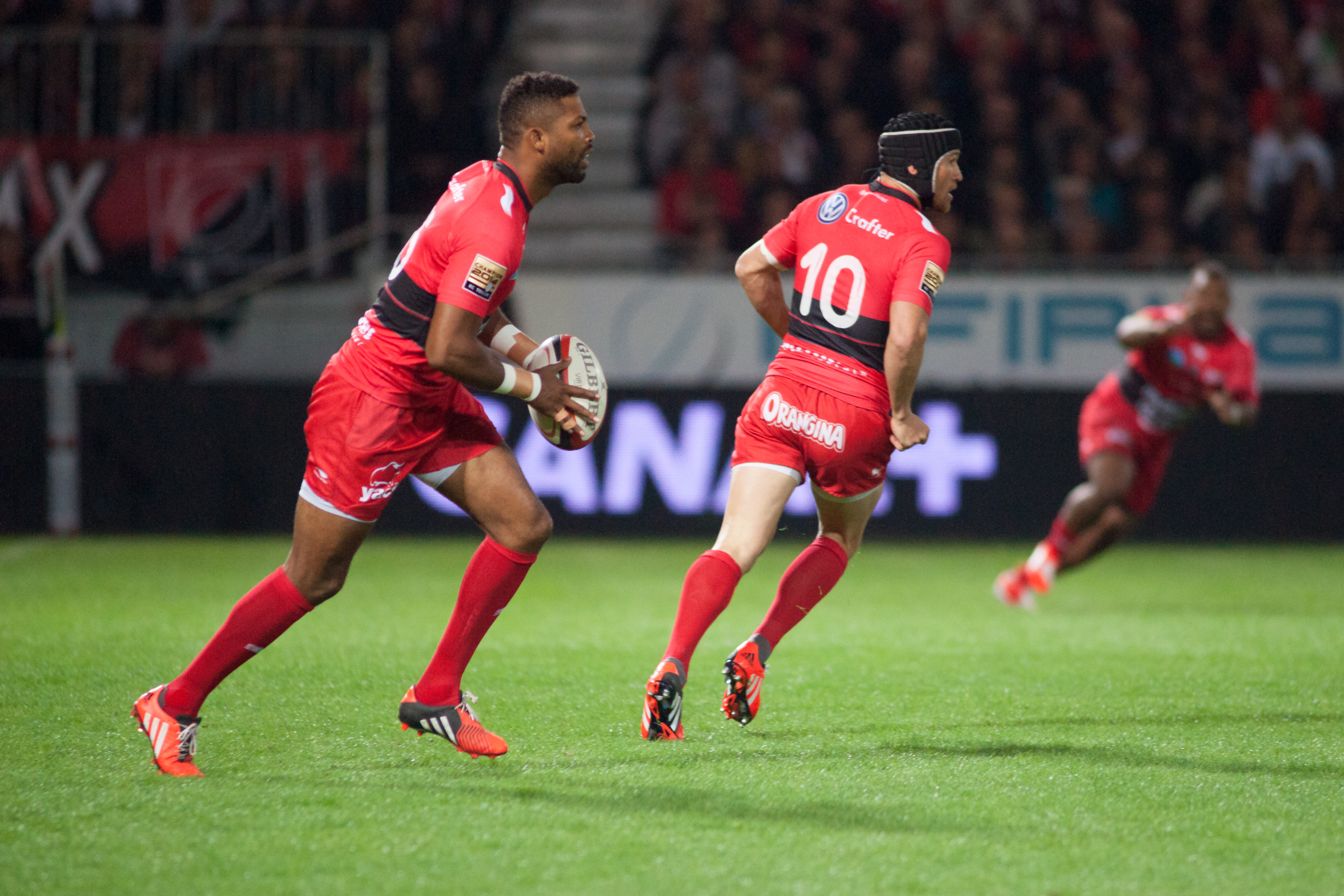
بازیکنان راگبی در ترینداد و توباگو

در دی‌ماه ۱۳۹۸ راجر رابینسون شاعر بریتانیایی - ترینیداد و توباگویی، جایزه معتبر «تی اس الیوت» را برای مجموعه شعر خود با عنوان «یک بهشت قابل حمل» به خود اختصاص داد.
معروف‌ترین فرد هندوستانی ترینیداد و توباگو، ویدیادار سوراجپراساد نایپل (وی.اس. نایپل) است که در سال ۲۰۰۱ به خاطر رمان‌نویسی خود جایزه نوبل ادبیات دریافت کرد.
ترینیداد و توباگو به دلیل آن‌که خاستگاه موسیقی کالیپسو و سازی به نام تابه فولادی می‍باشد، شهرت دارد. به خاطر ریشه‌های گوناگون مردم ساکن ترینیداد و توباگو، این کشور شاهد برگزاری جشن‌ها و آیین‌های متفاوتی در طول سال است.
سبک دیگری از موسیقی که در ترینیداد و توباگو پدید آمده سوکا نام دارد که آمیزه‌ای است از کالیپسو با دیگر سبک‌ها می‌باشد.

## اقتصاد
جمهوری ترینیداد و توباگو با توجه به تولید ناخالص داخلی یکی از ثروتمندترین کشورهای منطقه دریای کاراییب به‌شمار می‌رود. این کشور منابع زیادی از نفت و گاز دارد که باعث رونق و شکوفایی اقتصادی آن شده است. دریاچه قیر در ترینیداد بزرگ‌ترین منبع طبیعی آسفالت در جهان است. این کشور ۷۲۸ میلیون بشکه ذخایر نفت دارد و از این لحاظ در رتبه ۴۱ جهان قرار دارد همچنین صادرات نفت آن روزانه ۷۵ هزار بشکه در روز می‌باشد که از این لحاظ نیز در رتبه ۴۴ جهان قرار دارد.
ترینیداد و توباگو به عنوان موقعیت جهانی برای سرمایه‌گذاری موسسه‌های بین‌المللی، اعتبار و آوازهٔ شگرفی از آن خود کرد. در آخرین چهار سال، بخش گاز طبیعی اقتصاد این کشور را بسیار رونق بخشید. صنعت جهانگردی در این کشور در حال رویش است، اما کماکان به اهمیتی که در مناطق دیگر جزایر کارائیب موجود می‌باشد، نرسیده است. تورم اقتصادی اندک و تراز بازرگانی به اقتصاد ترینیداد و توباگو کمک می‌کند. در سال ۲۰۰۲ اقتصاد این کشور شاهد رشد استوار صنعت نفت بود. بیم از این است که اگر رشد اقتصاد به این نسبت بسیار تند و با گسترش تورم اقتصادی و همچنین نرخ بالای بنزین و نفت، در آینده به اقتصاد لطمه زند.
تولید ناخالص داخلی این کشور در سال ۲۰۲۲ میلادی برابر با ۴۲٫۱ میلیارد دلار آمریکا و تولید ناخالص داخلی سرانه آن ۲۰۷۴۶ دلار بوده است و ۶۱۵ هزار نفر نیروی کار آن را تشکیل می‌دهند.
نرخ بیکاری در ترینیداد و توباگو در سال ۲۰۲۲ میلادی ۳٫۹۸ درصد است و در این سال شاخص GHI یا گرسنگی/فقر در ترینیداد و توباگو فقط ۹٪ بوده است که مقدار پایینی محسوب می‌شود. در سال ۲۰۰۷ نرخ تورم در آن ۵٫۸۳ درصد بود.
صادرات این کشور در سال ۲۰۲۲ میلادی بالغ بر ۱۸ میلیارد دلار بوده است که بیش از ۹ میلیارد دلار آن اختصاص به صادرات نفت داشته است. واردات آن نیز در سال مزبور ۹٫۱ میلیارد دلار بوده است که ۱٫۸ میلیارد دلار آن به لوکوموتیو، واگن و تجهیزات راه‌آهن و ۱٫۸ نیز به فراورده‌های پالایشگاهی اختصاص داشته است.
محصولات صادراتی این کشور شامل نفت و مشتقات آن، گاز طبیعی مایع، متانول، آمونیاک، اوره، فرآورده‌های استیل، نوشیدنی، غله، شکر، کاکائو، قهوه، مرکبات، سبزیجات و گل است که به کشورهای آمریکا (۵۸ درصد)، جامائیکا (۹/۵ درصد) و اسپانیا (۴ درصد) صادر می‌شود.
محصولات وارداتی این کشور شامل سوخت‌های فسیلی، روان‌کنندههای صنعتی، ماشین‌آلات، تجهیزات حمل و نقل، کالاهای تولیدی کارخانهای، مواد غذایی، دام زنده و جو است که از کشورهای آمریکا (۳/۲۸ درصد)، برزیل (۵/۱۲ درصد)، ونزوئلا (۹/۶درصد)، گابن (۵ درصد)، کلمبیا (۸/۴ درصد) و چین (۲/۴ درصد) وارد می‌شود.
در این کشور ۳۲۵ هزار و ۵۰۰ خط تلفن ثابت و یک میلیون و ۶۵۵ هزار خط تلفن همراه وجود دارد.
ترینیداد و توباگو ۲۴ هزار و ۶۹۱ میزبان اینترنتی و ۱۶۳ هزار کاربر اینترنت دارد.